# Comastoma urnigera
Comastoma urnigera là một loài thực vật có hoa trong họ Long đởm. Loài này được (E.Aitken & D.G.Long) Holub mô tả khoa học đầu tiên năm 1998.